# Дневник Бриджит Джонс (роман)
«Дневни́к Бри́джит Джонс» (англ. Bridget Jones's Diary) — роман английской писательницы Хелен Филдинг, опубликованный в 1996 году. Написан в форме личного дневника одинокой женщины, работающей в Лондоне. В 1998 году получил премию «Лучшая книга года» в Великобритании, в 2003 году занял 75-е место в списке 200 лучших книг по версии BBC.
В основе сюжета лежит один из самых известных романов XIX века «Гордость и предубеждение» Джейн Остин. Сюжетные линии романа напрямую переплетаются с этим классическим произведением. Однако «Дневник» нельзя считать ремейком Остин. Помимо значительного количества сюжетных и композиционных совпадений можно заметить и абсолютно современные, ни на что не похожие элементы, забавные моменты, которые раскрывают проблемы английских женщин «за 30» в конце XX века.
В 1999 году вышло продолжение — «Бриджит Джонс: грани разумного».

## Основные персонажи

### Главные герои
- Бриджит Джонс — англичанка, возраст чуть больше тридцати лет, одинока, постоянно находится в поиске конструктивных отношений со зрелым мужчиной. Всегда пытается похудеть, бросить курить и ограничить алкоголь, но встречи с любимыми подругами постоянно рушат эти наполеоновские планы. Начинает встречаться со своим начальником Дэниэлом Кливером, но он изменяет ей и объявляет, что женится на другой. Она уходит из издательства и переходит работать в утреннюю программу на телевидении, где постоянно попадает в нелепые ситуации. После долгого сводничества родителей начинает отношения с Марком Дарси, но они чуть было не рушатся из-за глупой выходки матери Бриджит.
- Марк Дарси — известный адвокат по правам человека, знакомый детства Бриджит. Разведён. Когда-то учился с Дэниэлом Кливером в одном колледже и был его близким другом, но после того, как жена изменила Марку с ним, прекратил общение. Во время первой встречи с Бриджит был одет в джемпер с V-образным вырезом и носки в пчёлку. После многочисленных попыток со стороны родителей и их друзей свести его с Бриджит понимает, что хочет с ней встречаться. Помогает семье Джонс выйти из печального положения с финансовыми аферами Пэм Джонс.
- Дэниэл Кливер — издатель, начальник и любовный интерес Бриджит. Начинает проявлять к ней интерес, когда она надевает мини-юбку и обтягивающий топик. После долгих прелюдий и игры в «гордую неприступную Снежную королеву» добивается Бриджит и тут же теряет к ней интерес как к человеку. Позже объявляет Бриджит, что женится на другой.
- Памела «Пэм» Джонс — мать Бриджит, мечтающая устроить её личную жизнь. Постоянно звонит дочери, делая предложения, от которых невозможно отказаться. Состоит в различных клубах своего графства и активно принимает участие в светской жизни. После поездки с подругами в Португалию решает, что достаточно времени провела у плиты и поэтому должна пожить для себя. Она начинает роман с португальцем Хулио и заводит ещё несколько поклонников. Хулио втягивает её в финансовую аферу, куда она «приглашает» всех своих друзей и знакомых. После побега от полиции её находит Марк Дарси и помогает решить все проблемы. Пэм возвращается к своей жизни, будто ничего и не произошло.

### Второстепенные герои
- Колин Джонс — отец Бриджит. Спокойный рассудительный мужчина. Тяжело переживает уход жены после тридцати с лишним лет брака, пытается показать всем, что он справляется с этим.
- Джудит (Джулс) — подруга Бриджит. Работает на бирже, хорошо зарабатывает, занимается собой. Состоит в отношениях с «запудривателем мозгов Подлецом Ричардом», с которым сходится и расходится несколько раз на протяжении книги.
- Шерон (Шез) — подруга Бриджит. Воинствующая феминистка, прикрывающая этим одиночество в личной жизни. На «встречах на высшем уровне» всегда держится радикальных позиций.
- Том — друг Бриджит, гей. У него роман с Претенциозным Жеромом, который заставляет его страдать своей непостоянностью. Делает пластическую операцию на носу, принимает участие в конкурсе красоты «Альтернативная Мисс Мира».
- Магда и Джереми — семейная пара, хорошие друзья Бриджит.
- Ребекка — знакомая Бриджит, которую она терпеть не может.
- Уна и Джеффри Олконбери — семейная пара, друзья родителей Бриджит. Каждый год на Новый год устраивают фуршет карри из индейки. На таком фуршете Бриджит и знакомят с Марком Дарси.
- Ричард Финч — начальник Бриджит на телеканале «Вставай, Британия!». Сумасбродный, эксцентричный человек, который меняет свои решения быстрее, чем сотрудники успевают понять их смысл.
- Перпетуа — начальница Бриджит в издательстве, постоянно болтает по телефону о своей новой квартире.

## Сюжет
Главная героиня романа Бриджит Джонс ведёт дневник, в который записывает всю свою жизнь: количество калорий, порции алкоголя, количество выкуренных сигарет, попытки собраться на работу по минутам. У неё есть супердеятельная мать и спокойный рассудительный отец. Знакомые постоянно задают вопрос «Когда ты выйдешь замуж?» и пытаются свести с успешным разведённым адвокатом Марком Дарси, который на первый взгляд кажется диким снобом и занудой. 
...именоваться мистером Дарси и при этом стоять в сторонке, высокомерно поглядывая на других гостей. Всё равно, что иметь фамилию Хитклифф и поэтому провести вечь вечер в саду, кричать „Кэти!“ и биться головой о дерево.Дневник Бриджит Джонс (роман)
И вот в её жизнь входит — наконец-таки! — Дэниэл Кливер: начальник, издатель, сексуальный мужчина. После долгих совещаний с друзьями на тему «Кливер — запудриватель мозгов» и после многих литров шардоне Бриджит, кажется, обретает счастье в его объятиях. Когда её личная жизнь налажена, начинается разлад у родителей: мать Бриджит уходит от её отца к португальскому красавцу Хулио, чем наносит «ребёнку» травму. Пытаясь разобраться в отношениях родителей, Бриджит упускает из вида Дэниэла, который вдруг объявляет, что женится на другой.
Бриджит раздавлена: все вокруг становятся Самодовольными женатиками, а она никак не может перестать быть Одиночкой. Она кардинально меняет свою жизнь — уходит с работы в издательстве и становится редактором на телевидении. Правда, там начальник немного не в себе. Именно теперь в жизнь Бриджит возвращается Марк Дарси: придя в его дом на празднование юбилея его родителей, Бриджит получает приглашение на свидание. Впрочем, оно срывается по нелепой случайности.
А тут поступают совсем ужасные новости: мать героини, набрав долгов, сбегает вместе с Хулио в неизвестном направлении. На выручку приходит Марк Дарси: он находит «блудную маму» и помогает задержать Хулио. После он уводит Бриджит с семейного праздника и признаётся ей в своих чувствах.

### Параллели с романом «Гордость и предубеждение»
| Дневник Бриджит Джонс | Гордость и предубеждение |
| --- | --- |
| Главная героиня — англичанка, по мнению окружающих, давно должна была подцепить себе кого-нибудь, а сейчас уже поздновато.                                                           | Главная героиня — англичанка, по мнению окружающих, ей будет трудно выйти замуж из-за отсутствия приданого. |
| У главной героини есть мать, которая постоянно лезет в её личную жизнь, и отец, философски к этому относящийся.                                                                      | У главной героини есть мать, которая пытается всеми правдами и неправдами выдать дочерей замуж, и флегматичный отец. |
| Имя главного героя — Марк Дарси. | Имя главного героя — Фицуильям Дарси. |
| Главная героиня увлекается привлекательным общительным начальником, который предаёт, собираясь жениться на другой. Известно, что раньше он предал Марка Дарси, переспав с его женой. | Главная героиня испытывает симпатию к Джоржу Уикхему. Какое-то время ходят слухи о его помолвке с другой, но впоследствии он сбегает с сестрой Элизабет Лидией. Известно, что раньше он пытался соблазнить сестру Фицуильяма Дарси. |
| Бриджит и Марк сначала испытывают отторжение, их раздражает общество друг друга. | Элизабет и Дарси поначалу отзываются друг о друге крайне негативно. |
| У Бриджит есть лучшие подруги, с которыми она советуется по поводу личной жизни. | У Элизабет есть сёстры, особенно она близка с Джейн, с которой делится всеми секретами. |
| После разрыва с Кливером Бриджит меняет работу. | После выяснения прошлого Уикхема Элизабет уезжает с родственниками путешествовать, в том числе чтобы как можно меньше с ним контактировать.                                                                                         |
| Бриджит поражает дом Марка Дарси. | Элизабет понимает, чего она лишилась, отказавшись стать женой Дарси, когда видит его поместье Пемберли. |
| Мать Бриджит сбегает с португальским поклонником, втянув в финансовую аферу всех знакомых. Марк Дарси помогает спасти ситуацию.                                                      | Сестра Элизабет Лидия сбегает с Джоржем Уикхемом, навлекая позор на семью. Фицуильям Дарси находит их и играет не последнюю роль в заключении брака между ними.                                                                     |

## Экранизация
- «Дневник Бриджит Джонс» — британский фильм, снятый по роману, вышел на экраны в 2001 году. Роль Бриджит Джонс исполнила Рене Зельвегер, Дэниэла Кливера — Хью Грант, отца Бриджит — Джим Бродбент. Роль Марка Дарси сыграл Колин Фёрт, что явилось ещё одним комплиментом «Гордости и предубеждению», поскольку Фёрт играл Дарси в одноимённом телесериале ВВС 1995 года[3].

## Комментарии
1. ↑  Наряду с параллелью с «Гордостью и предубеждением» идёт отсылка к другому известному роману XIX века «Грозовой перевал» Эмили Бронте.
2. ↑  Тоже завуалированная ссылка на роман Остин. Имена подруг начинаются с первых букв имён подруг Элизабет: Джудит (как Джейн Беннет) и Шэрон (как Шарлотта Лукас).